# Liste der Bodendenkmäler in Möhrendorf
Auf dieser Seite sind die Bodendenkmäler in der mittelfränkischen Gemeinde Möhrendorf zusammengestellt. Diese Tabelle ist eine Teilliste der Liste der Bodendenkmäler in Bayern. Grundlage ist die Bayerische Denkmalliste, die auf Basis des Bayerischen Denkmalschutzgesetzes vom 1. Oktober 1973 erstmals erstellt wurde und seither durch das Bayerische Landesamt für Denkmalpflege geführt wird. Die folgenden Angaben ersetzen nicht die rechtsverbindliche Auskunft der Denkmalschutzbehörde.

## Bodendenkmäler in Möhrendorf
| Lage                  | Objekt | Akten-Nr.     | Bild |
| --------------------- | --- | ------------- | ---- |
| Möhrendorf (Standort) | Bestattungsplatz vorgeschichtlicher Zeitstellung mit Grabhügeln. | D-5-6331-0008 |      |
| Möhrendorf (Standort) | Siedlung der Metallzeiten. | D-5-6331-0010 |      |
| Möhrendorf (Standort) | Freilandstation des Mesolithikums und Siedlung der Urnenfelderzeit. | D-5-6331-0012 |      |
| Möhrendorf (Standort) | Siedlung der Bronzezeit. | D-5-6331-0013 |      |
| Möhrendorf (Standort) | Siedlung der Urnenfelderzeit. | D-5-6331-0059 |      |
| Möhrendorf (Standort) | Siedlung des Neolithikums, der Bronze- und der Hallstattzeit. | D-5-6331-0060 |      |
| Möhrendorf (Standort) | Siedlung der Urnenfelderzeit. | D-5-6331-0061 |      |
| Möhrendorf (Standort) | Siedlung des Neolithikums. | D-5-6331-0062 |      |
| Möhrendorf (Standort) | Siedlung der Urnenfelderzeit. | D-5-6331-0063 |      |
| Möhrendorf (Standort) | Siedlung der Urnenfelder- und der späten Hallstatt- bzw. frühen Latènezeit. | D-5-6331-0065 |      |
| Mark (Standort)       | Bestattungsplatz vorgeschichtlicher Zeitstellung mit Grabhügeln. | D-5-6331-0073 |      |
| Möhrendorf (Standort) | Siedlung der Metallzeiten. | D-5-6332-0010 |      |
| Möhrendorf (Standort) | Mittelalterliche und frühneuzeitliche Befunde im Bereich der Evang.-Luth. Pfarrkirche St. Martin in Möhrendorf, ihres Vorgängerbaus sowie umgebendem Kirchhofareal mit Körperbestattungen sowie frühneuzeitlichen Adelsgräbern innerhalb der Kirche. | D-5-6332-0012 |      |
| Möhrendorf (Standort) | Siedlung der Urnenfelderzeit. | D-5-6332-0015 |      |
| Möhrendorf (Standort) | Mittelalterliche und frühneuzeitliche Befunde im Bereich des ehem. Herrensitzes und seiner Vorgängerbauten in Oberndorf. | D-5-6332-0210 |      |